# Castrokultur

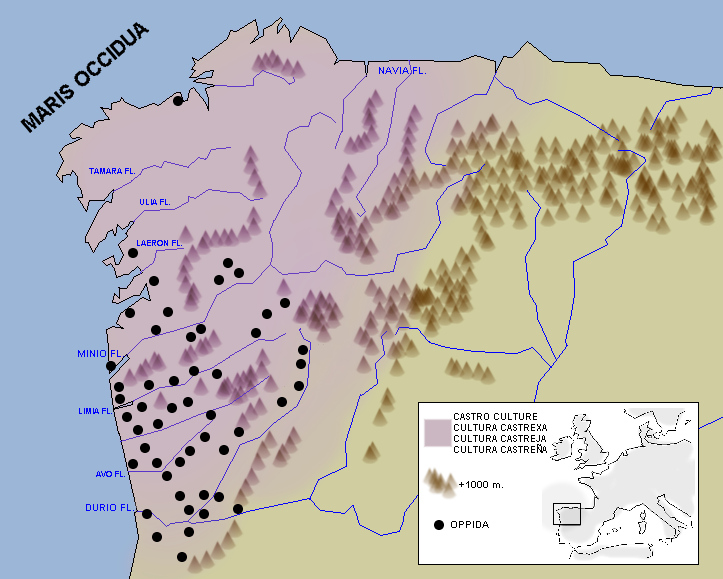
Verbreitungsgebiet der Castrokultur

Castrokultur (portugiesisch: Cultura Castreja, galicisch: Cultura Castrexa, spanisch: Cultura Castreña) ist eine zusammenfassende archäologische Bezeichnung für eisenzeitliche Kulturen auf der nordwestlichen Iberischen Halbinsel, die seit dem Ende der Bronzezeit (1. Jahrtausend v. Chr.) bis ins 1. Jahrhundert v. Chr. bestanden. Zwischenzeitlich gab es Kritik an diesem Konzept.

## Merkmale

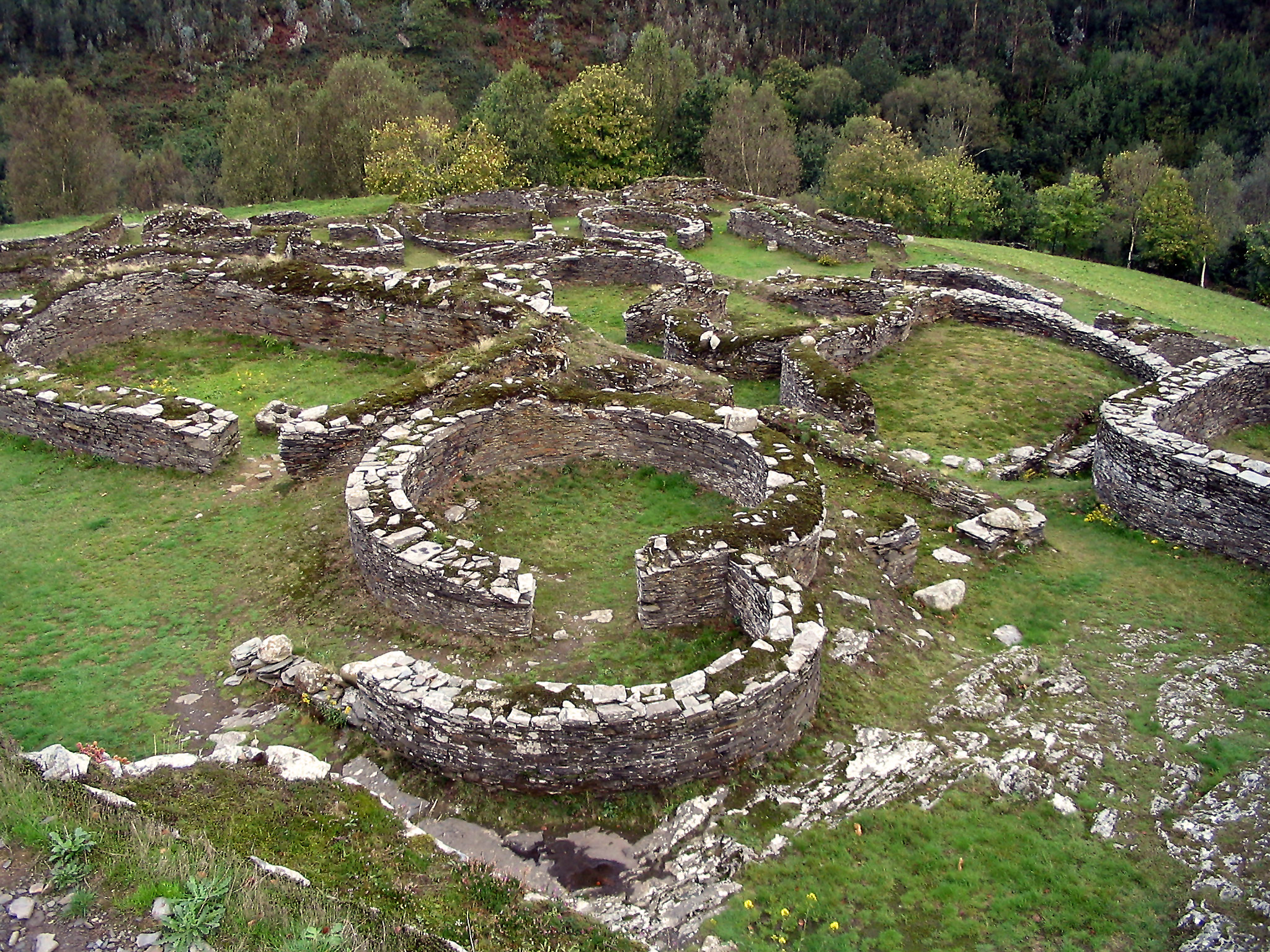
Castro de Coaña, Asturien, Spanien

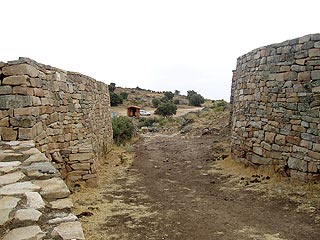
Castro de Las Cogotas, Provinz Ávila, Spanien

Das charakteristische und namensgebende Merkmal dieser Kulturen waren auf Hügeln gelegene und mit einem Wall aus unbehauenen Steinen befestigte Siedlungen, die portugiesisch Castros (von lat. castrum) oder Citânias (Ausdruck für einen befestigten Wohnplatz) genannt werden. Plätze dieser Art finden sich in einem Gebiet, das sich im Osten bis zum Río Cares und im Süden bis zum Douro erstreckt. Im Norden des Verbreitungsgebietes (Spanien) herrschen Rundhütten/-häuser vor, im Süden sind die Gebäude(reste) rechteckig. Weitere Merkmale, die das Verbreitungsgebiet der Castrokultur charakterisieren, sind u. a. eigentümliche lebensgroße Kriegerfiguren sowie stehende und sitzende männliche und weibliche Götterstatuen zum Beispiel Sendim (55 cm hoher Frauentorso aus Stein), Xinzo de Limia (aus Bronze in den 1970er Jahren gestohlen), Swastika-ähnliche Wirbelräder als Dekoration (Castro von Santa Trega), Omphaloi, Pedra Formosas, goldene Anhänger und Halsringe (Torques).

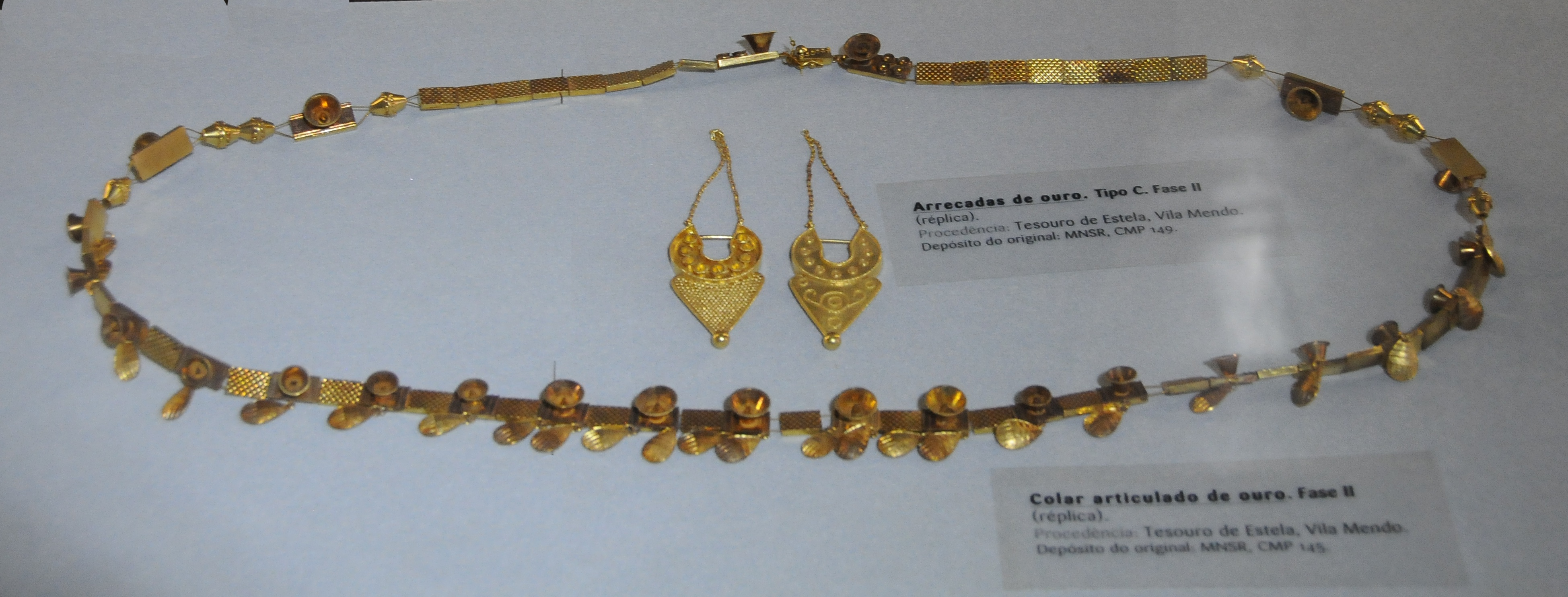
Schmuck der Castrokultur

Die Region Ave, die im Zentrum des Verbreitungsgebiets dieser Kultur liegt, weist größere Castros auf, die Citânias oder Cividades (von lat. civitas) genannt werden; bekannte Beispiele sind Citânia de Sanfins oder Cividade de Terroso.

## Geschichte
Die Castrokultur begann sich am Ende der Bronzezeit aufgrund kultureller Einflüsse der zentraleuropäischen und mediterranen Kulturen zu entwickeln. In der anschließenden Periode, die bis ins 5. Jahrhundert v. Chr. reichte, breiteten sich die Castros vom Süden nach Norden und von der Küste ins Innere der Iberischen Halbinsel aus. Die Expansion setzte sich weiter fort bis im 2. Jahrhundert v. Chr. der Einfluss des Römischen Reiches stärker wurde. Der endgültige Niedergang wurde durch die römische Eroberung und die Errichtung der Provinz Gallaecia besiegelt. Im 4. Jahrhundert n. Chr. war die Castrokultur verschwunden.

## Wirtschaft
Die Wirtschaft der Castrokultur basierte im Wesentlichen auf der Landwirtschaft, auf Jagd und Fischerei.
Daneben spielte der Bergbau von Gold, Eisen, Kupfer, Zinn und Blei eine wichtige Rolle. Die zumeist minderwertigen Erze wurden von den Castro-Metallurgen geläutert und zu Werkzeugen, Schmuck und anderem verarbeitet.
Weiterhin sind Keramik-Arbeiten und Edelsteinbearbeitung überliefert.
Als Waffen wurden hauptsächlich Schwerter und Dolche hergestellt und verwendet.

## Beispiele

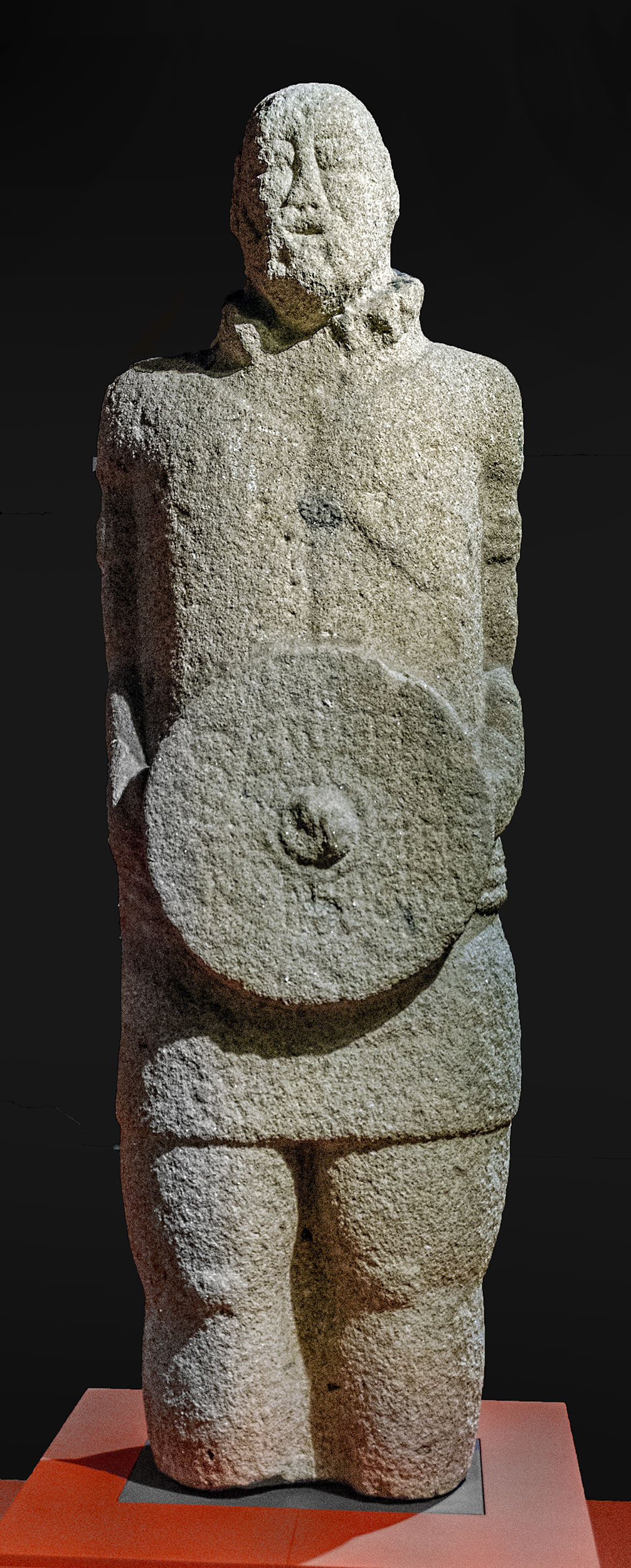
Lusitanische Kriegerstatue aus dem Castro de Lesenho, Boticas, Villa Real, Portugal

| Spanien - Castro de Coaña, Asturien - Castro de Noega-Gijón, Asturien - Castro de Baroña, Galicien - Castro de Borneiro, Galicien - Castros von Punta Neixón, Galicien - Castro von Santa Trega, Galicien - Castro de Troña, Galicien - Castro de Las Cogotas, Provinz Ávila - La Mesa De Miranda, Provinz Ávila - Castro de Ulaca, Provinz Ávila | Portugal - Cividade de Terroso - Castro de Sabroso - Citânia de Briteiros - Citânia de Sanfins - Paços de Ferreira - Castro Carvalhelhos - Castro de Lesenho |

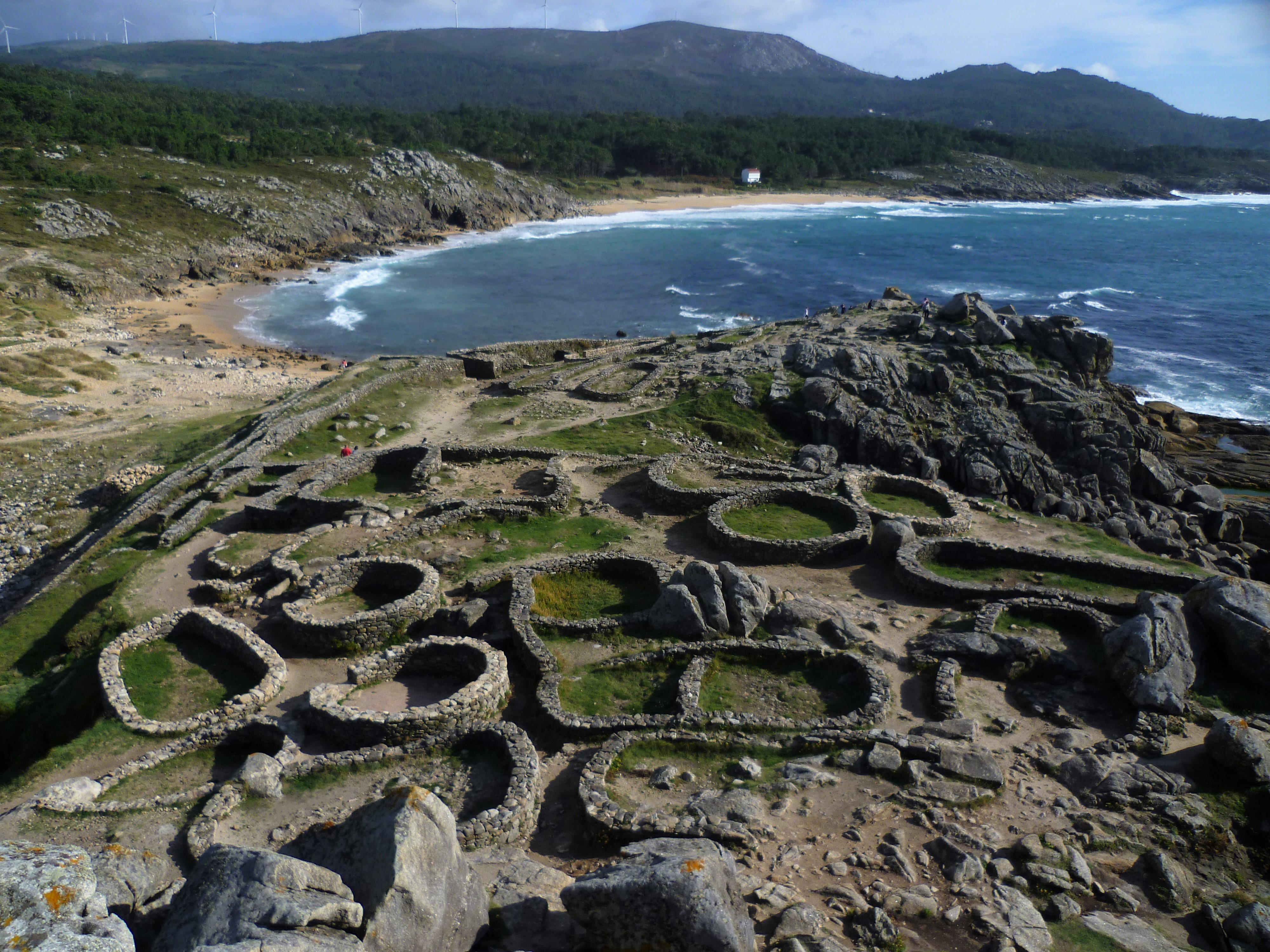
Castro de Baroña, Galicien
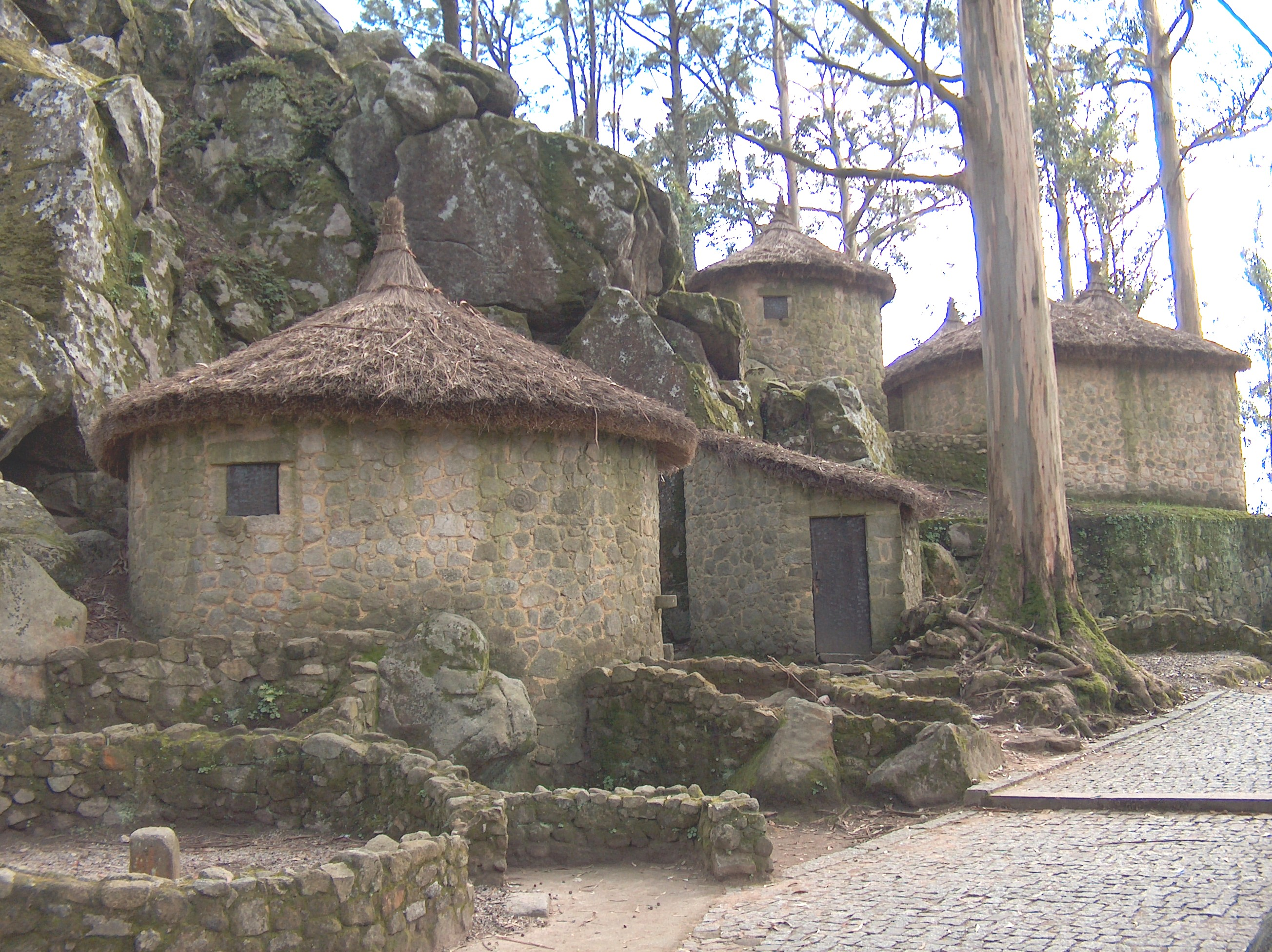
Castro de São Lourenço in Esposende, Portugal
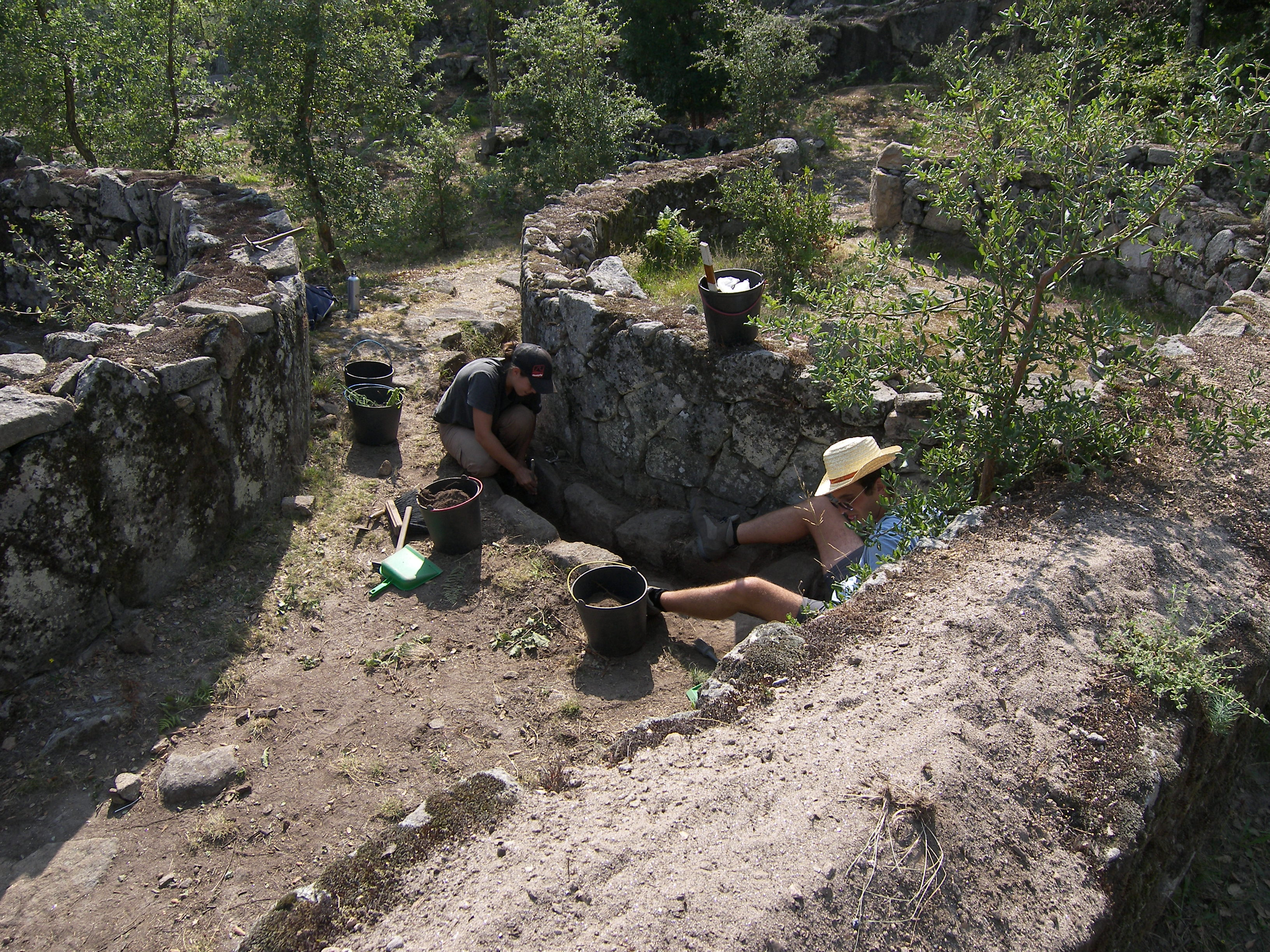
Briteiros, Portugal
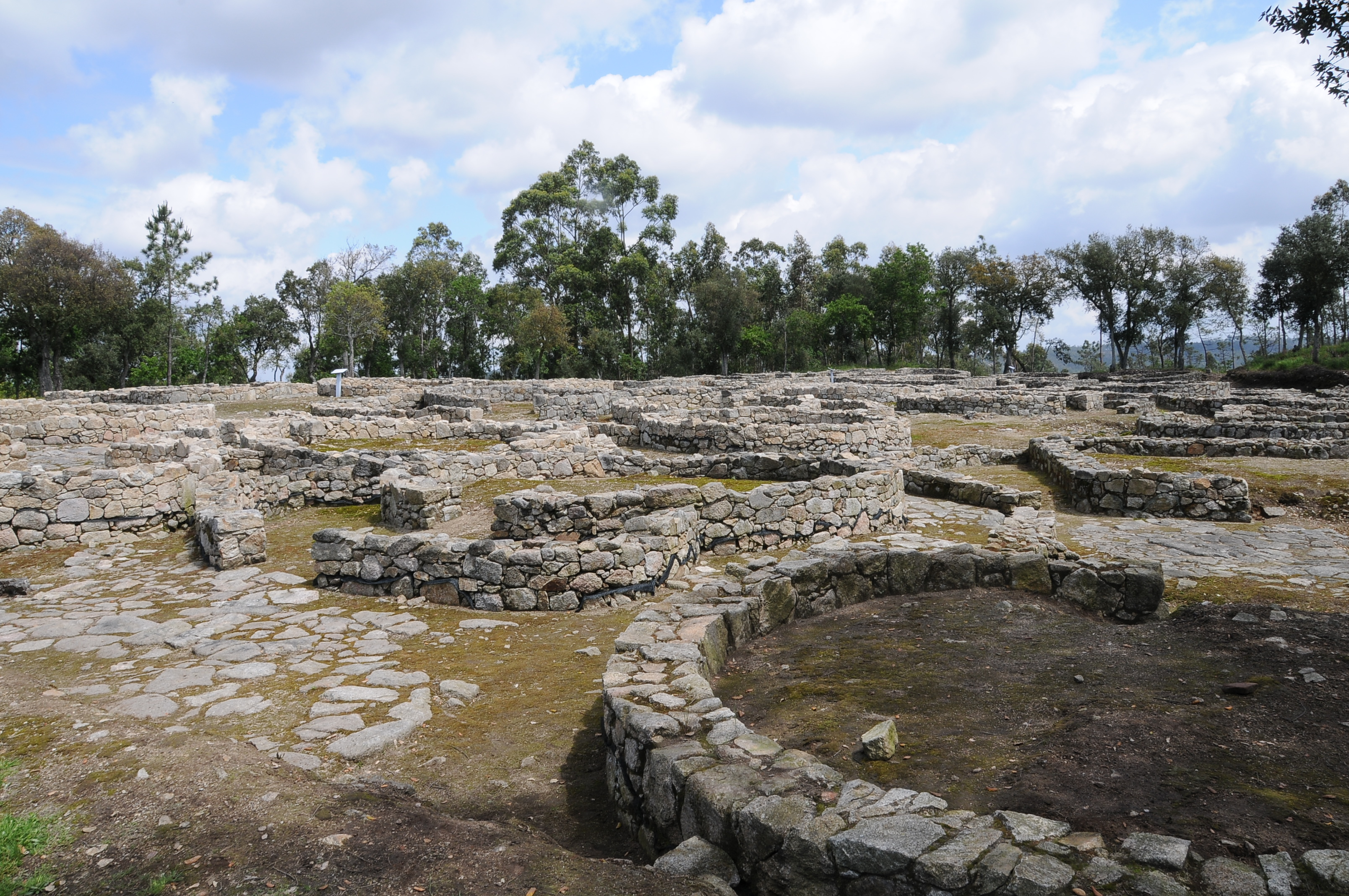
Cividade de Terroso bei Póvoa de Varzim
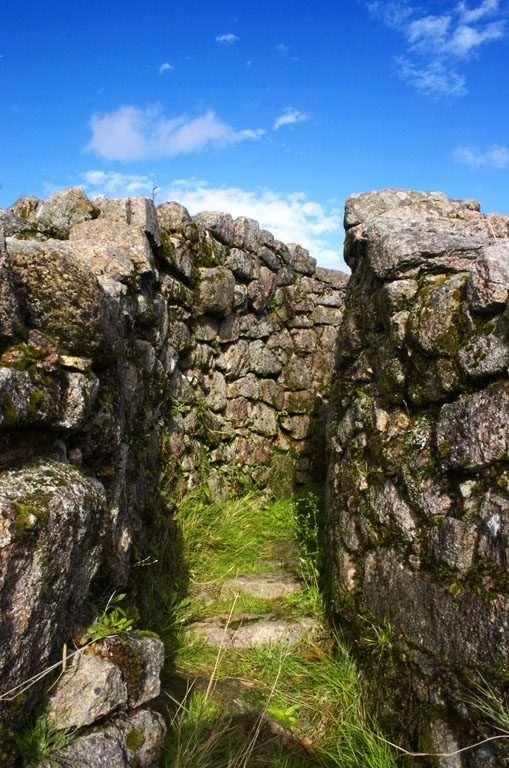
Detail des Castro von Troña, Pías, Ponteareas, Pontevedra